# تشارلز ماكديرموت
تشارلز ماكديرموت (بالإنجليزية: Charles McDermott)‏ (10 سبتمبر 1912 في المملكة المتحدة - ) هو لاعب كرة قدم بريطاني في مركزي الدفاع والظهير. لعب مع برادفورد سيتي ونادي هارتلبول يونايتد ونادي جوول ‏.